# Parti communiste taïwanais
Le Parti communiste taïwanais (en japonais : 台湾共産党 ; chinois traditionnel : 台灣共產黨 ; taïwanais : Tâi-oân Kiōng-sán-tóng ; pinyin : Táiwān Gòngchǎndǎng) était une organisation révolutionnaire active dans l'île de Taïwan alors occupée par le Japon. Le parti n'a existé qu'environ trois ans (1928-1931); sa politique et ses activités ont été influentes pour définir la politique anti-coloniale de Taïwan. Pendant une courte période après la Seconde Guerre mondiale, ses membres ont continué à jouer un rôle dans les activités anti-Kuomintang, le plus notablement dans les conséquences de l'Incident 228 de 1947.